# SPG labo
株式会社SPG labo（エスピージーラボ）は、かつてスマートフォンゲームの開発・運営・販売を手掛けていた日本の企業。

## 概要
2012年12月にポケラボとセガネットワークス（後のセガ）による合弁で設立。セガとポケラボはSPG labo設立前年に資本業務提携を交わしており、2012年6月には共同開発第1弾タイトルとなる『運命のクランバトル』をリリースしていた。SPG labo設立後としては2013年2月リリースの『運命のパズルビースト』が最初のタイトルとなる
しかし、設立時から赤字が継続し、初年度である2013年9月期は74万2000円の最終赤字を計上した他、2015年3月期においても118万9000円の最終赤字を計上した。このためSPG laboは、「ポイッとヒーロー」の運営を2016年4月限りで終了した。
その後は休眠状態となっていたが、2021年2月26日に株主総会の決議により解散し、清算手続に入った。

## 沿革
- 2011年10月14日 - セガとポケラボが資本業務提携。セガがポケラボの一部株式を取得し、スマートフォン用ゲームの共同開発について合意[9]。
- 2012年6月22日 - セガとポケラボの提携第1弾タイトル『運命のクランバトル』配信開始[10]。
- 2012年12月3日 - ポケラボとセガネットワークス（後のセガ）による合弁でSPG laboを設立。出資比率はポケラボ51%、セガネットワークス49%[1][4]。本社所在地は赤坂ツインタワー本館[1]。
- 2015年12月 - 本社を六本木ヒルズ森タワーへ移転。
- 2016年4月 - 「ポイッとヒーロー」のサービスを終了[8]。
- 2021年2月26日 - 株主総会の決議により解散[2][8]。

## ゲームタイトル
いずれも配信元はポケラボ。
| タイトル               | 配信開始      | 配信終了      | プラットフォーム |
| ---------------------- | ------------- | ------------- | ---------------- |
| 運命のクランバトル     | 2012年6月22日 | 2016年8月31日 | iOS/Android      |
| 運命のパズルビースト   | 2013年2月12日 | 2013年12月    | iOS              |
| 魔界学園カタストロフィ | 2013年8月1日  | 2014年8月31日 | iOS/Android      |
| ポイッとヒーロー       | 2015年4月13日 | 2016年4月11日 | iOS/Android      |